# Јохан Штраус Старији
Јохан Штраус Старији (Беч, 14. март 1804 — Беч, 25. септембар 1849) био је аустријски композитор који је бечком валцеру дао класичан облик и знатно допринео његовој популарности. Компоновао више од 150 валцера, од којих је најпознатији „Лорелај, звуци Рајне“, велики број маршева, међу којима и чувени „Марш Радецки“, полке, кадриле.

## Дела

### Валцери
- 1 (1827)
- 3 (1828)
- 4 (1828)
- 39 (1830)
- 49
- 71
- 82
- 101 (1838)
- 116 (1840)
- 154 (1843)

### Полке
- 9
- 20
- 35
- 42
- 69
- 90
- 97
- 111
- 133
- 137
- 235

### Маршеви
- 228 (1848)
- 244